# Georg Braun

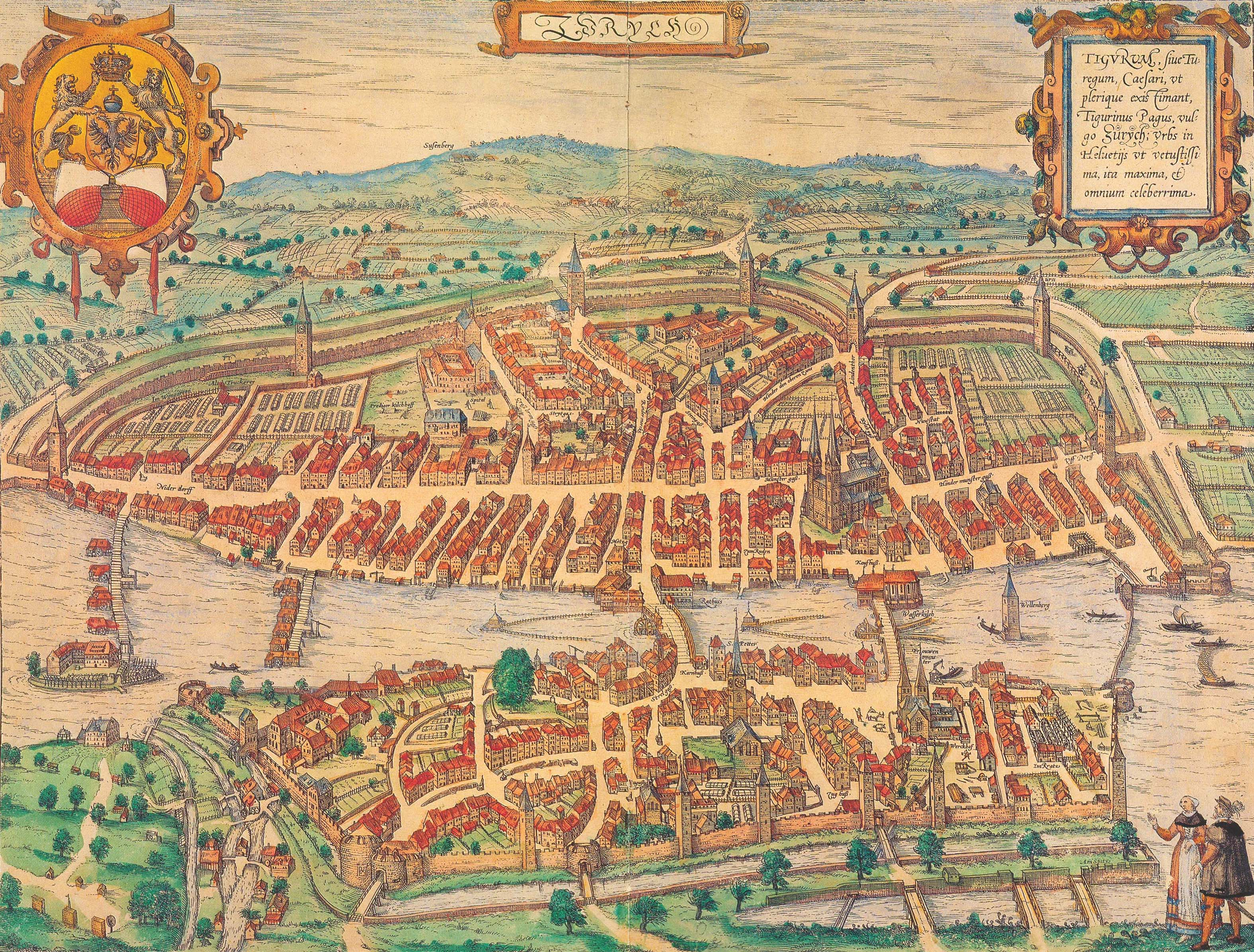
Zürich uit 1581

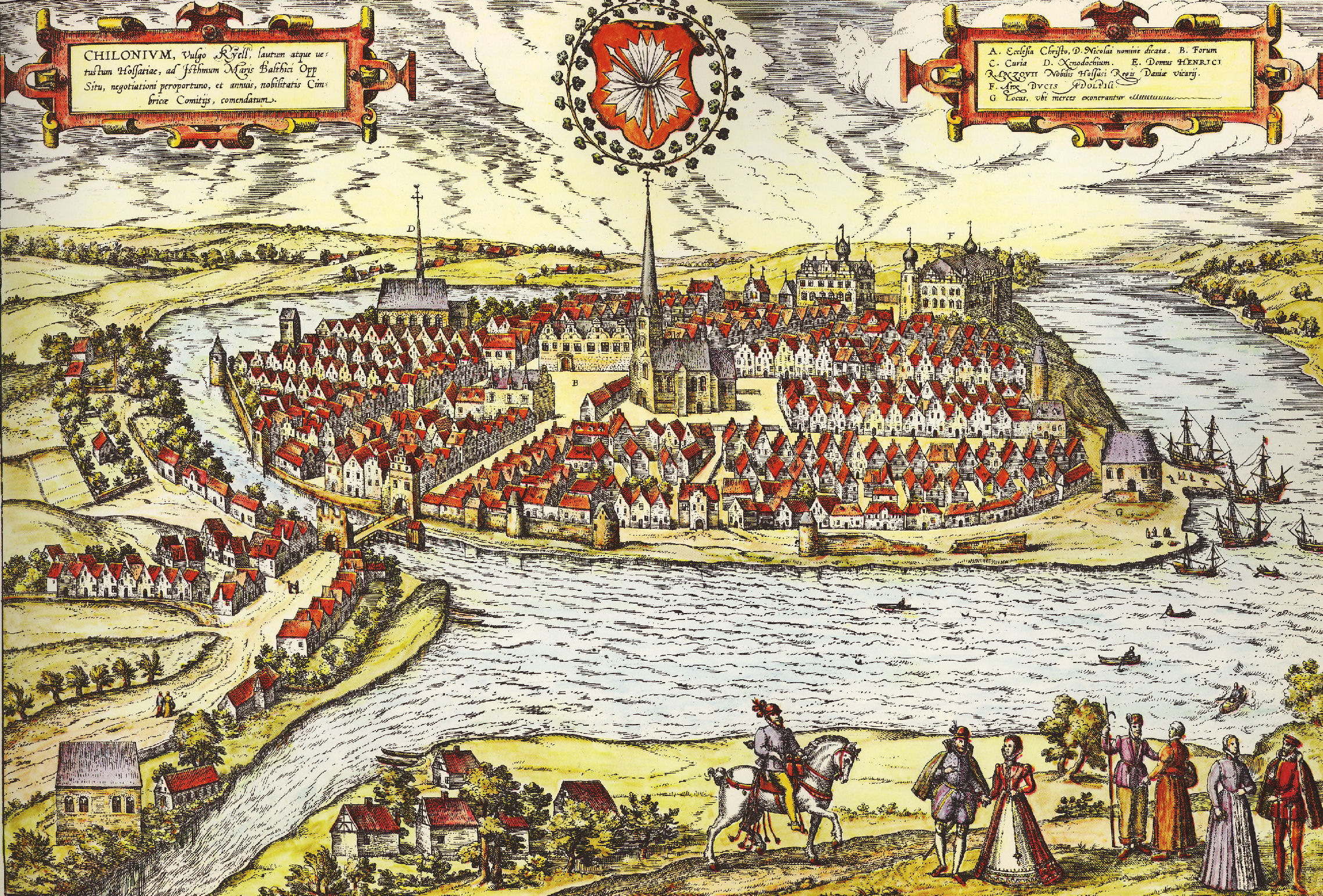
Kiel uit 1588

Georg Braun (Keulen, 1541 – aldaar, 1622) was een Duits cartograaf. Braun is met name bekend door de uitgave van de Civitates orbis terrarum, een uitgave die hij samen met Frans Hogenberg begon in 1572. Het laatste deel van deze stedenatlas verscheen in 1618.